# Frome St Quintin
Frome St Quintin – wieś w Anglii, w hrabstwie Dorset. Leży 16 km na północny zachód od miasta Dorchester i 187 km na południowy zachód od Londynu.